# Izenave
Izenave är en kommun i departementet Ain i regionen Auvergne-Rhône-Alpes i östra Frankrike. Kommunen ligger  i kantonen Brénod som ligger i arrondissementet Nantua. Kommunens areal är 13,04 km². År 2022 hade Izenave 159 invånare.

## Befolkningsutveckling
Antalet invånare i kommunen Izenave
Referens: INSEE